# Rochelia bungei
Rochelia bungei är en strävbladig växtart som beskrevs av Ernst Rudolf von Trautvetter. Rochelia bungei ingår i släktet Rochelia och familjen strävbladiga växter. Inga underarter finns listade i Catalogue of Life.